# 繆進忠
繆進忠（1967年—），台灣足球員，司職前鋒。18歲時入選中華青年足球隊，此後也代表了奧運隊及國家隊出賽，且在漢城奧運足球會外賽創下中華奧運隊首次帽子戲法。曾效力於雷鳥足球隊、台電足球隊及陸光足球隊，四度獲得全國足球甲組聯賽進球王，也由於其鋒線技術與進球紀錄而有全國第一射腳之稱。

## 生平
繆進忠起初是從事棒球運動，直到他就讀台南東光國小三年級時，學校組建足球隊，他因體能較好而入選。他的父親一度到學校反對，最後因沒有棒球校隊而作罷。1979年，他作為東光隊隊長，奪得成功杯學童足球賽亞軍。
1984年2月，他就讀長榮中學時於李惠堂杯足球賽被相中，獲選為中華青年足球隊的長期儲訓隊員。同年8月，華青隊以左訓青年投入三山杯，並闖入決賽對陣三山隊，雖然他於比賽中助攻隊友劉佳樂首開紀錄，然而終場2－1敗陣，以亞軍坐收。1985年2月底，他代表華青隊赴澳洲參與加世界青年足球大洋洲區會外賽，最終以二勝三敗坐收，無法晉級。自澳洲返國後，他便被借將至北門高中的北門黃隊出賽全國李惠堂杯男子十九歲組青年足球錦標賽，並贏得冠軍。此外，這一年就讀高三的他，也在甲組賽場代表高雄市雷鳥隊，畢業後則加入了台電隊，並替台電隊贏得台灣省會長杯，也獲得了個人的攻擊獎，而且該年他被選為優秀體育青年。1986年10月，替台電隊衛冕會長杯冠軍。
1987年，他入伍服役，從原所屬台電隊轉效力於軍中足球隊陸光隊，並首次於全國足球甲組聯賽獲得進球王。
1988年3月，他代表奧運隊參加漢城奧運足球會外賽大洋洲區比賽，且於對陣西薩摩亞的比賽創下帽子戲法，令奧運隊以5－0勝出，也是中華奧運隊於奧運史上的第一次，但最終沒能晉級漢城奧運。同年6月，於陸光隊以七顆進球二連霸全國足球甲組聯賽進球王。8月入選中華隊的他，以中華三山隊的名義於勁風杯贏得冠軍。
1989年5月，他再度以十一顆進球三連霸甲組聯賽進球王，並助陸光獲得第三名。同年6月，隨隊贏得全國足協杯冠軍。同年11月，他退伍重返台電隊後，便助球隊獲得全國中正杯亞軍。
1990年5月，他代表中華隊出賽中華杯國際男子足球邀請賽，於賽會中與陳俊明各進兩球，助中華隊獲得第三名。另外該年度他在甲組聯賽再次蟬聯進球王。
1991年7月，與台電隊獲得足協杯亞軍。同年12月，他於中正杯決賽對陣陸光隊時，在落後的情況踢進一球，將比賽帶入PK戰，最終3－2敗陣，台電隊獲得亞軍。
1993年2月，隨台電隊贏得甲組聯賽冠軍。

### 退役生活
1998年，他從甲組足壇退役。他退役後仍有參與足球運動，如2003年代表飛馳隊以全勝贏得世界華人足球賽，也曾參加過壯年世界杯及世界壯年運動會。

## 個人生活
他於1992年和景文女足出身的林雪如結婚。